# 神奈川県道710号神縄神山線
神奈川県道710号神縄神山線（かながわけんどう710ごうかみなわこうやません）は、神奈川県足柄上郡山北町と足柄上郡松田町を結ぶ一般県道。

## 概要
現在、山北町玄倉と松田町寄（やどりき）の間の秦野峠を越える区間は未開通であり、一般車通行禁止の秦野峠林道のみが通じている状態である。

### 路線データ
- 総延長：21.8km
- 起点：足柄上郡山北町神縄 信号無交差点（北緯35度24分22秒 東経139度3分0秒 神奈川県道76号山北藤野線接続）
- 終点：足柄上郡松田町神山 信号無交差点（北緯35度20分53秒 東経139度9分5秒 神奈川県道77号平塚松田線接続）
- Google マップ - 山北町側
- Google マップ - 松田町側

## 路線状況

### 重複区間
- 寄入口交差点〜信号無交差点（北緯35度21分44秒 東経139度9分30.3秒 国道246号）

## 地理

### 通過する自治体
- 神奈川県
  - 足柄上郡山北町 - 足柄上郡松田町 - 秦野市 - 足柄上郡松田町

### 経路および交差道路・河川・鉄道路線
- 神奈川県足柄上郡山北町
  - 信号無交差点（神縄）（神奈川県道76号山北藤野線）
  - 神縄トンネル（北緯35度24分27.5秒 東経139度3分11秒 / 北緯35.407639度 東経139.05306度）
  - 玄倉大橋（北緯35度25分2秒 東経139度4分7.3秒 小菅沢）
  - 信号無交差点（玄倉・玄倉川橋付近）（北緯35度25分4.6秒 東経139度4分7.4秒 / 北緯35.417944度 東経139.068722度）

※玄倉では神奈川県道725号玄倉山北線と接続予定であるが、神奈川県道725号は2008年1月現在、玄倉周辺の区間が未開通である。
（この間未開通）
  - 秦野峠（北緯35度24分42.5秒 東経139度6分15秒 / 北緯35.411806度 東経139.10417度）
- 神奈川県足柄上郡松田町
（この間未開通）
  - 信号無交差点（寄・ミロク山荘付近）（北緯35度24分56.6秒 東経139度7分53秒 ここより開通済み）
  - 萱沼橋（北緯35度22分31.3秒 東経139度8分15.3秒 滝湧沢）
- 神奈川県秦野市
  - 寄入口交差点（北緯35度21分45.6秒 東経139度9分30.5秒 国道246号）
- 神奈川県足柄上郡松田町
  - 信号無交差点（寄入口交差点より50mの地点）（国道246号）
  - 立体交差（アンダーパス）（北緯35度21分42.9秒 東経139度9分31.9秒 小田急小田原線）
- 神奈川県秦野市
  - 山之神橋（北緯35度21分41.9秒 東経139度9分33.2秒 四十八瀬川）
  - 滝島橋（北緯35度21分23.1秒 東経139度9分33.4秒 河川名称不明）
- 神奈川県足柄上郡松田町
  - 信号無交差点（神山）（神奈川県道77号平塚松田線）

### 沿線の主な施設・地理
- 丹沢湖
- 中津川
- 小田原ゴルフ倶楽部松田コース

## 補足
誤記されている地図が多いが、国道246号線の蛇塚交差点から踏切を渡り、山之神橋に至るルート（座標・Google マップ）は秦野市道である。